# Joseph Boakye Danquah
Joseph Kwame Kyeretwi Boakye Danquah (* 18. Dezember 1895 in Bempong, Goldküste, heute Ghana; † 4. Februar 1965 in Nsawam), bekannter als: J. B. Danquah, war einer der bekanntesten Juristen, Verleger, Schriftsteller, Politiker und Unabhängigkeitskämpfer der britischen Kolonie Goldküste und dem heutigen Ghana. Er zählt zu den sechs größten Politikern Ghanas, die als The Big Six die ghanaische Unabhängigkeit vorangetrieben haben. 

## Ausbildung
Danquah wurde in Bempong als Angehöriger der königlichen Familie der Ofori Panyin Fie, einer der wichtigsten traditionellen Herrscherlinien Ghanas geboren. Nach dem Abschluss der Junior High School begann Danquah an der University of London ein Studium in Rechtswissenschaften und Philosophie. Als erster gebürtiger Afrikaner wurde ihm von der University of London der Doktortitel in Rechtswissenschaften verliehen. Bereits in London war er politisch für die Unabhängigkeit Ghanas tätig und wurde der erste Präsident der West African Students’ Union.
Im Jahr 1927 kehrte er in die britische Kolonie Goldküste zurück und wurde in die Rechtsanwaltskammer aufgenommen. Als Anwalt in einer privaten Kanzlei war er weiterhin für die Verwirklichung der Unabhängigkeitsidee tätig und nahm Kontakt mit der politischen Elite in seinem Heimatland auf. Unter anderem arbeitete er mit dem bekannten Unabhängigkeitspolitiker Joseph Ephraim Casely Hayford zusammen, der ihn an seinem Sterbebett zu sich gerufen haben soll.
Danquah gründete die Zeitung Times of West Africa, die zwischen 1930 und 1935 in der Goldküste publiziert wurde und die erste tägliche Zeitung der britischen Kolonie Goldküste. Während der 1930er Jahre war er an verschiedenen politischen Aktivitäten beteiligt und war Mitglied der Delegation im Britischen Kolonialbüro im Jahr 1934 und Generalsekretär der Gold Coast Youth Conference zwischen 1934 und 1937.

## Unabhängigkeit Ghanas
Bei den Wahlen zur gesetzgebenden Versammlung (Legislative Council) im Jahr 1946 zog Danquah in das noch mit wenigen Rechten ausgestatteten Parlament der Kolonie Goldküste ein. Er war Mitbegründer der ersten ghanaischen Partei, der United Gold Coast Convention und zunächst wichtiger Fürsprecher des späteren Premierministers und Präsidenten Ghanas Kwame Nkrumah. Bereits 1948 kam es zu schweren Aufständen gegen die britische Kolonialmacht in deren Verlauf Danquah neben seinen Parteigefährten Kwame Nkrumah, Ebenezer Ako Adjei, William Ofori Atta, Emmanuel Obetsebi-Lamptey und Edward Akufo-Addo vom Gouverneur inhaftiert wurde und in die Verbannung in die nördlichen Gebiete des heutigen Ghana geschickt wurde.
Nach dem Ende der Verbannung kam es zum Zerwürfnis zwischen Kwame Nkrumah und den weiteren führenden Politiker der UGCC. Nkrumah löste sich von Danquah und der UGCC um eine eigene Partei, die Convention People’s Party zu gründen. 
Danquah wurde bei den Wahlen zur gesetzgebenden Versammlung im Jahr 1951 wiedergewählt. Er wurde zu einem Verfechter einer Verfassung mit einem Zwei-Kammer-Parlament, das sich aus einem Repräsentantenhaus und einer Versammlung des Ältesten zusammensetzen sollte. Diesen Plan konnte er nicht erfolgreich durchsetzen und wurde auch bei den Wahlen 1954 und 1956 nicht erneut im Amt bestätigt.
Ghana wurde 1957 unter Premierminister Nkrumah unabhängig. Bereits 1960 trat Danquah als einziger Kandidat bei der Präsidentschaftswahl unter der neuen Verfassung gegen Nkrumah an und unterlag diesem deutlich. Auf Veranlassung von Präsident Nkruamh wurde Danquah zuerst 1961 auf der Basis der neu erlassenen Preventive Detention Act inhaftiert und erst 1962 aus der Haft entlassen. Nach seiner Haftentlassung wurde er Präsident der ghanaischen Rechtsanwaltskammer (Ghana Bar Association). Erneut auf Veranlassung von Präsident Nkrumah wurde Danquah am 8. Januar 1964 neben weiteren führenden Oppositionspolitikern inhaftiert. Die Zeit seiner Inhaftierung verbrachte er in Zelle Nr. 9 mit einer Größe von 2,70 Meter Länge und 1,80 Metern Breite, also auf ca. 4,86 m². Er verstarb im Alter von 69 Jahren in einem Gefängnis in Nsawam in der Nähe von Accra. Seinen Hinterbliebenen wurde keine angemessene Trauerfeier gestattet. Seinem Tod folgen viele Theorien zu seiner Todesursache. 
Seine politische Arbeit wird noch heute als Danquah-Busia-Politik bezeichnet. In dieser Tradition sehen sich neben der heute regierenden National Democratic Congress (NDC) die United Party, Progress Party, Popular Front Party und United National Convention. 
Ein Kreisverkehr im Regierungsviertel, dem Stadtteil Osu in Accra wurde nach Danquah benannt. Einige Lesungen an der Universität von Ghana wurden zu seinen Ehren organisiert.

## Bibliographie
- Gold Coast. Akan Laws and Customs and the Akim Abuakwa Constitution. Routledge, London 1928.
- The Akan Doctrine of God. A Fragment of Gold Coast Ethics and Religion (= Lutterworth Library. 16, ZDB-ID 845211-8 = Lutterworth Library. Missionary Research Series. 4). Lutterworth Press, London u. a. 1944.
- The Ghanaian Establishment. Its Constitution, its Detentions, its Traditions, its Justice and Statecraft, and its Heritage of Ghanaism. With Editorial work by Albert Adu Boahen. Ghana Universities Press, Accra 1997, ISBN 9964-3-0128-6.